# Palaeobalistum
Palaeobalistum è un genere di pesci ossei estinti, appartenente ai picnodonti. Visse tra il Cretaceo superiore e l'Eocene medio (circa 90 - 50 milioni di anni fa) e i suoi resti fossili sono stati ritrovati in Europa, Asia, Nordamerica e Africa.